# 지방도 제897호선
지방도 제897호선은 전라남도 순천시 송광면 송광사와 전북특별자치도 순창군 복흥면 복흥우체국사거리를 잇는 전라남도의 지방도이다.
2003년 3월 27일 순천시 송광면 송광사에서 시작하는 지방도 제834호선 구간을 포함해 화순군 남면과 이서면, 담양군 남면과 이서면을 거쳐 순창군 복흥면을 잇는 노선인 '송광 ~ 복흥선'으로 최초 지정되었다.  

## 연혁
- 2003년 3월 27일 : 기점을 '순천시 송광면 신평리', 종점을 '담양군 월산면 광암리'로 하여 87.0km 구간을 지방도 제897호선 '송광 ~ 복흥선'을 새로 지정[2]
- 2008년 5월 20일 : 2012년 12월까지 금성 ~ 무정간 도로(담양군 금성면 대곡리 ~ 봉황리) 확포장공사를 위해 2.6km 구간 도로구역 변경[3]
- 2010년 11월 26일 : 2013년 12월까지 무동 ~ 인암간 도로(담양군 남면 만월리 ~ 인암리) 확포장공사를 위해 2.56km 구간 도로구역 변경[4]
- 2013년 9월 23일 : 화순군 남면 내리 ~ 다산리 920m 구간 확장 개통[5]
- 2014년 4월 3일 : 무동 ~ 인암간 도로 공사기간을 2014년 12월까지로 연기[6]
- 2014년 6월 26일 : 2015년까지 송광제3교(순천시 송광면 신평리) 개축공사를 위해 150m 구간 도로구역 변경[7]
- 2015년 1월 15일 : 무동 ~ 인암간 도로(담양군 남면 만월리 ~ 인암리) 2.56km 구간 확장 개통, 기존 담양군 남면 무동리 ~ 인암리 총 1.4km 구간 폐지[8]
- 2015년 6월 18일 : 2017년 6월까지 담양 쌍태지구(담양군 용면 쌍태리) 개량공사를 위해 1.36km 구간 도로구역 변경[9]
- 2015년 9월 10일 : 2018년 9월까지 송광사 진입도로(순천시 송광면 신평리) 확포장공사를 위해 430m 구간 도로구역 변경[10]
- 2016년 10월 20일 : 2018년 5월까지 화순 이서지구(화순군 이서면 안심리) 개량공사를 위해 260m 구간 도로구역 변경[11]

## 주요 경유지

### 전라남도
- 순천시
  - 송광면 송광사 - 송광사제3교 - 송광사삼거리 - (평촌) - 신평교 - 후곡리 - (미개통 구간 : 막거리재)
- 화순군
  - 사평면 (미개통 구간 : 막거리재 - 유마리 - 다산리 - 송암제 - 용리 - 장전리)
  - 백아면 (미개통 구간 : 복암리) - 복암삼거리 - 무포리 - 무포교 - 마산리 - 청궁저수지 - 청궁리 - (어림)
  - 이서면 (어림) - 갈두리 - 안심제 - 안심리 - 영평리 - 화순초등학교 이서분교 - 인계리
- 담양군
  - 가사문학면 만월리 - 무동리 - 남면인암리 교차로 - 남면초등학교 인암분교 (폐교) - 가암리 - 가암 교차로 - 가암교 - 풍암리
  - 대덕면 입석리 - 입석제 - 운암리 - (미개통 구간 : 까마귀재 - 금산리 - 성곡리)
  - 무정면 (미개통 구간 : 평지리) - 안평입구 - 안평교 - 안평리 - 덕곡리 - 수양재
  - 금성면 수양재 - 봉황리 - 외추리 - 손곡교 - 대곡리 - 대곡 교차로 - 대곡교 - 반곡사거리 - 담양금성중학교 - 석현리 - 원천리
  - 용면 두장리 - (미개통 구간) - 용면초등학교 - 용면우체국 - 용면사무소 - 추성삼거리 - 추성리 - 쌍태삼거리 - 쌍태리 - 빗재
  - 월산면 빗재 - 밀재

### 전북특별자치도
- 순창군
  - 복흥면 밀재 - 대방리 - 대방3교 - 대방2교 - 정산리 - 복흥초등학교 - 복흥면사무소 - 복흥우체국사거리

## 중복 구간
- 순천시 송광면 송광사삼거리 ~ (평촌) : 국도 제18호선, 국도 제27호선과 중복
- 담양군 용면 용면우체국 ~ 추성삼거리 : 국도 제29호선과 중복

## 도로명
- 전라남도
  - 순천시 송광면 송광사 ~ 송광사삼거리 : 송광사안길
  - 순천시 송광면 송광사삼거리 ~ (평촌) : 송광사길
  - 순천시 송광면 (평촌) ~ 후곡리 : 후곡길
  - 화순군 동면 복암삼거리 ~ 이서면 인계리 : 규봉로
  - 담양군 가사문학면 만월리 ~ 남면임암리 교차로 : 무동길
  - 담양군 가사문학면 남면임암리 교차로 ~ 가암 교차로 : 가사문학로
  - 담양군 가사문학면 가암 교차로 ~ 운암리 : 남대덕로
  - 담양군 무정면 안평입구 ~ 금성면 반곡사거리 : 병목로
  - 담양군 금성면 반곡사거리 ~ 용면 두장리입구 : 시암골로
  - 담양군 용면 용면우체국 ~ 추성삼거리 : 추월산로
  - 담양군 용면 추성삼거리 ~ 월산면 밀재 : 추령로
- 전북특별자치도
  - 순창군 복흥면 밀재 ~ 복흥우체국사거리 : 추령로